# Chaenogobius annularis
Chaenogobius annularis is een straalvinnige vissensoort uit de familie van de grondels (Gobiidae). De wetenschappelijke naam van de soort is voor het eerst geldig gepubliceerd in 1859 door Gill.